# Fouron-le-Comte
Fouron-le-Comte ('s-Gravenvoeren en néerlandais, Herrenfuhren en allemand) est une section de la commune belge de Fourons située en Région flamande dans la province de Limbourg.

## Personnalités nées à Fouron-le-Comte
- Pierre de Schiervel (1783-1866), gouverneur
- Winand Heynen (1835-1916), homme politique
- Joséphine Wolfs (1908-?), résistante pendant la seconde guerre mondiale[2]
- Lucien Spronck (1931-1989), joueur de football
- Huub Broers (1951), homme politique
- Jacky Debougnoux (1954), joueur de football

### Personnalité liée à Fouron-le-Comte
- Jules Goffin (1897-1943), médecin et résistant durant la seconde Guerre Mondiale[3]

## Bâtiments
- Château d'Altembrouck
- Moulin d'Altembrouck

### Histoire
- Comté de Dalhem
- Duché de Limbourg

### Géographie
- Pays de Herve
- Entre-Vesdre-et-Meuse